# Smołdzino (powiat kartuski)
Smołdzino (kaszub. Smôłdzëno) – wieś kaszubska w Polsce położona w województwie pomorskim, w powiecie kartuskim, w gminie Przodkowo.
Wieś duchowna, należąca do  klasztoru w Kartuzach  położona była w drugiej połowie XVI wieku w powiecie gdańskim województwa pomorskiego. W latach 1975–1998 miejscowość należała administracyjnie do województwa gdańskiego.
Podczas zaboru pruskiego wieś nosiła nazwę niemiecką Smolsin. Podczas okupacji niemieckiej nazwa Smolsin w 1942 została przez nazistowskich propagandystów niemieckich (w ramach szerokiej akcji odkaszubiania i odpolszczania nazw niemieckiego lebensraumu) zweryfikowana jako zbyt kaszubska i przemianowana na nowo wymyśloną i bardziej niemiecką – Schmölsen.